# Robert Arrhenius
Robert Arrhenius, född 14 maj 1979 i Skövde, är en svensk handbollstränare och före detta handbollsspelare. Han är assisterande tränare i IFK Skövde. Han har tidigare bland annat spelat i det danska klubblaget Bjerringbro-Silkeborg i Herrehåndboldligaen och för Sveriges landslag. Arrhenius är högerhänt och spelade i anfall som mittsexa.

## Handbollskarriär

### Klubblagsspel
Robert Arrhenius är fostrad i IFK Skövde men har även spelat i spanska CB Cantabria Santander, tyska HSG Nordhorn och CAI BM Aragón i Spanien. Den 18 november 2008 fick han ena testikeln krossad av ett knä.
Den 1 december 2010 blev Robert Arrhenius hastigt utlånad från CAI BM Aragón i Liga ASOBAL till THW Kiel i Handball-Bundesliga för att ersätta Marcus Ahlm som ådragit sig en handskada. Arrhenius spelade sju ligamatcher för dem och återvände sedan till CAI BM Aragón efter ligamatchen mot DHC Rheinland den 29 december samma år.
Efter att CAI BM Aragón fått ekonomiska bekymmer under våren 2011 friställdes Arrhenius från sitt kontrakt med klubben och gick istället till det danska klubblaget Bjerringbro-Silkeborg.
2012 återvände han till IFK Skövde. Efter våren 2014 avslutade Arrhenius både spelar- och tränarkarriären för att satsa på en civil karriär. Han har dock jobbat i IFK Skövde med att träna klubbens mittsexor. 2023 blev han assisterande tränare i IFK Skövde.

### Landslagsspel
Robert Arrhenius debuterade i landslaget 1998. Under EM 2008 var han framträdande i försvaret och var med sin storlek en stor anledning till Sveriges framgång.

## Meriter

### Landslaget
- VM 2003 i Portugal: 13:e
- EM 2004 i Slovenien: 7:a
- VM 2005 i Tunisien: 11:a
- EM 2008 i Norge: 5:a
- VM 2009 i Kroatien: 7:a
- EM 2010 i Österrike: 15:e
- VM 2011 i Sverige: 4:a